# 전국여자축구선수권대회
전국여자축구선수권대회는 대한민국의 전국 여자 축구 대회이다.